# Ливийско-пакистанские отношения
Ливийско-пакистанские отношения — двусторонние дипломатические отношения между Ливией и Пакистаном. Отношения остаются дружескими и тесными на протяжении всей истории, так как страны имеют сходные религиозные обычаи, культурные связи и исламское наследие. В 1950-х годах были установлены двусторонние отношения, когда король Ливии Мухаммад Идрис ас-Сануси принял решение оказать финансовую помощь недавно образованному Пакистану.

## История

### 1960—70-е годы: конференция ОИК в Лахоре
В 1969 года после осуществления военного переворота против короля Мухаммада Идриса ас-Сануси Муаммар Каддафи укрепил свои отношения с марксистами Пакистана. В разгар Третьей индо-пакистанской войны в 1971 году ливийский лидер Муаммар Каддафи лично направил резкое письмо премьер-министру Индии Индире Ганди, в котором обвинял её в агрессии против Пакистана, что было с восторгом воспринято в пакистанском обществе.
В 1970-х годах двусторонние отношения Ливии и Пакистана начали развиваться, когда в 1974 году Муаммар Каддафи совершил свой первый государственный визит в Лахор для участия в саммите Организации исламской конференции (ОИК). Муаммар Каддафи в речи на заседании ОИК заявил о своей поддержке Пакистана в сфере развития ядерных технологий, что стало предметом обсуждения в Соединённых Штатов Америки. Муаммар Каддафи заявил на саммите ОИК: «Пакистан — это крепость ислама».
Среди левого движения Пакистана, в частности, в Пакистанской народной партии (ПНП), Муаммар Каддафи был респектабельным и популярным человеком, у которого были контакты с марксистскими кругами Пакистана. По словам американского политического корреспондента «Time», Каддафи был одним из многих спонсоров секретных пакистанских проектов по созданию ядерного оружия. В его честь премьер-министр Пакистана Зульфикар Али Бхутто назвал крупнейший в стране стадион для игры в крикет в Лахоре. Зульфикар Али Бхутто решил поддержать Ливию в её усилиях по созданию собственной ядерной программы.
В 1977 году прошли парламентские выборы в Пакистане ознаменовались победой левого движения. Правый Пакистанский национальный альянс организовал акции гражданского неповиновения, что привело к успешному военному перевороту в полночь 4 июля 1977 года. Начальник штаба сухопутных войск генерал Мухаммед Зия-уль-Хак ввёл режим военного положения в стране и отстранил левых из правительства. С 1977 года ливийско-пакистанские отношения был заморожены, а с 1978 года были прекращены все связи и военное сотрудничество.

### 1980—90-е годы: разлад и угасание
До завершения развития ядерной программы Пакистана ливийская делегация была отправлена обратно в Ливию в 1978 году, а все военные советники вооружённых сил Пакистана были немедленно отозваны из Ливии в 1979 году. Такие события показали, что президент Пакистана Мухаммед Зия-уль-Хак негативно относился к Муаммару Каддафи и поэтому немедленно прекратил оказывать военную помощь Ливии. Муаммар Каддафи обращался к правительству Пакистана с призывом о помиловании Зульфикара Али Бхутто, а также отправил свой личный самолёт с премьер-министром на борту Абделем Саламом Джеллудом с намерением вывезти Зульфикара Али Бхутто из Пакистана. Несмотря на инициативу Муаммара Каддафи, самолёт был отправлен из Пакистана обратно в Триполи, и через неделю Зульфикар Бхутто был повешен по решению Верховного суда.
Узнав об этом инциденте, Муаммар Каддафи обрушился с критикой на президента Пакистана Мухаммеда Зию-уль-Хака и начал принимать у себя оппозиционеров, а также организовывать военную подготовку для ультралевой террористической организации «Аль-Зульфикар», которая была основана сыновьями повешенного Зульфикара Али Бхутто — Муртазой и Шахнавазом. Тем не менее, план был сорван сотрудниками Межведомственной разведки в 1980 году, когда они установили «жучок» в ливийском посольстве. В отместку Муаммар Каддафи подписал секретный указ, который предусматривал высылку всех 150 000 пакистанцев, проживающих в Ливии. В 1980-х годах дети и жена Зульфакара Бхутто получили убежище у Каддафи, несмотря на протесты президента Пакистана Зии-уль-Хака.
В течение этого времени Ливия пыталась найти новых союзников для развития своей ядерной программы, но все эти усилия были сорваны Межведомственной разведкой. В 1983-85 годах Ливия восстановила отношения с Индией и заключила ядерный договор с этой страной.

### 1990—2000-е годы: нормализация отношений
После гибели в авиакатастрофе президента Пакистана Зии-уль-Хака ливийско-пакистанские отношения стали нормализоваться. В 1988 году были организованы парламентские выборы в Пакистане, на которых победила Пакистанская народная партия и первой женщиной премьер-министром стала Беназир Бхутто. Отношения с Ливией развивались до тех пор, пока Беназир Бхутто не была отстранена от власти, после того как президент Гулам Исхак в 1990 году предъявил ей обвинения в коррупции.
В 1990 году на парламентских выборах в Пакистане были представлены консерваторы, пришедшие к власти при Навазе Шарифе, впервые в истории в результате демократических выборов. В 1991 году после вступления в должность премьер-министра Наваз Шариф осуществил государственный визит в Ливию, где провёл переговоры с Муаммаром Каддафи, который традиционно выступал против консерватизма Шарифа. Во время встречи Муаммар Каддафи попросил, чтобы Наваз Шариф продал ему атомную бомбу, так как подозревал, что Пакистан имеет этот тип оружия. Премьер-министр Наваз Шариф отказал в просьбе и призвал Муаммара Каддафи продолжать развивать экономические отношения с Пакистаном. Муаммар Каддафи оскорбил премьер-министра Наваза Шарифа, назвав его «коррумпированным политиком», что было негативно воспринято пакистанской делегацией и журналистами. В результате Наваз Шариф прервал переговоры, немедленно вернулся в Пакистан и распорядился выслать посла Ливии из страны. Отношения были восстановлены в 1993 году, после отставки премьер-министра Наваза Шарифа и президента Гулама Исхака. В 1993 году на парламентских выборах одержала победу Пакистанская народная партия и Беназир Бхутто была приведена к присяге в качестве премьер-министра.
В 1994-95 годах сообщалось, что Ливии была передана информация для оказания помощи в развитии ливийской ядерной программы. В 2001 году Пакистан через Межведомственную разведку передал информацию об арабских странах Персидского залива и ядерных амбициях Ирана и Ливии, которым помогали пакистанские ученые. Пакистан начал предоставлять подробную информацию о ливийской ядерной программе израильскому Моссаду. Эти доказательства были обнародованы Соединёнными Штатами, которые скрыли названия источников.
В 2003 году Муаммар Каддафи объявил о своем намерении свернуть ядерную программу и в конечном итоге передал информацию в МАгАтЭ. Этот факт стал «политическим кошмаром» для Пакистана, когда Каддафи передал проекты центрифуг МАгАтЭ в обмен на снятие санкций, что вызвало международную изоляцию Пакистана. Президент Первез Мушарраф и премьер-министр Шаукат Азиз смогли вытащить страну из международной изоляции в 2004 году благодаря быстрому экономическому буму.
В 2008 году Пакистанская народная партия одержала победу на всеобщих выборах и возобновила отношения с Муаммаром Каддафи, что привело к государственному визиту президента Асифа Али Зардари в Ливию в 2009 году. В ходе своего визита президент Зардари назвал Ливию своим «вторым домом»: «Это мой второй визит в Ливию. Ранее я здесь был с моей женой Беназир Бхутто, и наши связи с семьей Каддафи крепки».

### 2010-е — настоящее время: гражданская война в Ливии
В 2011 году после начала гражданской войны в Ливии Пакистан объявил о своём нейтралитете. В феврале 2011 года, после начала протестов в других арабских странах, вспыхнули массовые беспорядки против 42-летнего правления Муаммара Каддафи, что привело к потере контроля над большей частью восточной Ливии.
На пресс-конференции 3 марта 2011 года представитель МИД Пакистана заявил: «Что касается внутриполитической ситуации в Ливии, правительство Пакистана не хотело бы давать какие-либо комментарии на данный момент». Она добавила, что в настоящее время правительство Пакистана сосредоточено на безопасном возвращении пакистанцев из Ливии.
Муаммар Каддафи выступил в защиту силовых методов подавления восстания, а также сделал противоречивые замечания о текущей ситуации в Вазиристане. Он также сравнил свои действия с контрпартизанской войной Индии в Кашмире. Пакистанские СМИ не приветствовали речь Муаммара Каддафи, а телеканалы подвергли резкой критике его высказывания и обвинили во вмешательстве во внутренние дела Пакистана. Во время гражданской войны в Ливии правительство Пакистана инициировало трансграничные операции с участием военно-морского сил и военно-воздушных силы для обеспечения безопасной эвакуации пакистанской общины из Ливии. В то же время арабские СМИ распространили новостные сообщения, в которых говорилось о причастности пакистанских военных к событиям гражданской войны в Ливии, но министерство иностранных дел Пакистана решительно заявило, что эти сообщения не имеют под собой никаких оснований и в Ливии нет пакистанского воинского контингента.
В 2013 году во время годовщины массовых убийств в тюрьме в Абу-Салиме неустановленные ливийские боевики напали на посольство Пакистана в Триполи. Ни одна из групп не взяла на себя ответственность за атаку.

## Экономические и торговые отношения
В 1970-х годах Пакистан получал экономическую помощь от Ливии, что помогло восстановлению страны после окончания Третьей Индо-пакистанской войны. Ливия оказывала помощь Пакистану в борьбе с инфекциями, болезнями, наводнениями, а также с другими стихийными бедствиями.
В 1976 году Центральный банк Ливии предоставил кредит в размере 50 миллионов долларов США для «Habib Bank Limited» в качестве помощи. В том же году было подписано экономическое и культурное соглашение, в рамках которого была создана объединённая судоходная компания.
В 2009 году правительство Пакистана обязалось направить 50 000 квалифицированных рабочих в Ливию к концу года в соответствии с Меморандумом о взаимопонимании, подписанным между странами во время визита президента Пакистана в Ливию.

## Дипломатические представительства
- Ливия имеет посольство в Исламабаде[15].
- Пакистан содержит посольство в Триполи[16].